# مروت امین
مروت امین (عربی: ميرفت أمين؛ زادهٔ ۲۴ نوامبر ۱۹۴۶) هنرپیشه اهل مصر است. پدرش مصری و مادرش اسکاتلندی بود. او یکی از موفق‌ترین بازیگران مصری در دهه ۱۹۷۰ و اوایل دهه ۱۹۸۰ شد. امین چهار بار ازدواج کرد. او با عمر خورشید گیتاریست مصری و با حسین فهمی بازیگر مشهور مصر ازدواج کرد. ازدواج مروت امین با حسین فهمی از سال ۱۹۷۴ تا ۱۹۸۶ طول کشید و آنها یک دختر با هم داشتند.